# Acraea detecta
Acraea detecta är en fjärilsart som beskrevs av Sheffield Airey Neave 1910. Acraea detecta ingår i släktet Acraea och familjen praktfjärilar. Inga underarter finns listade i Catalogue of Life.